# Xanthorhoe binderi
Xanthorhoe binderi är en fjärilsart som beskrevs av Otto Staudinger 1923. Xanthorhoe binderi ingår i släktet Xanthorhoe och familjen mätare. Inga underarter finns listade i Catalogue of Life.